# Canon EF-S

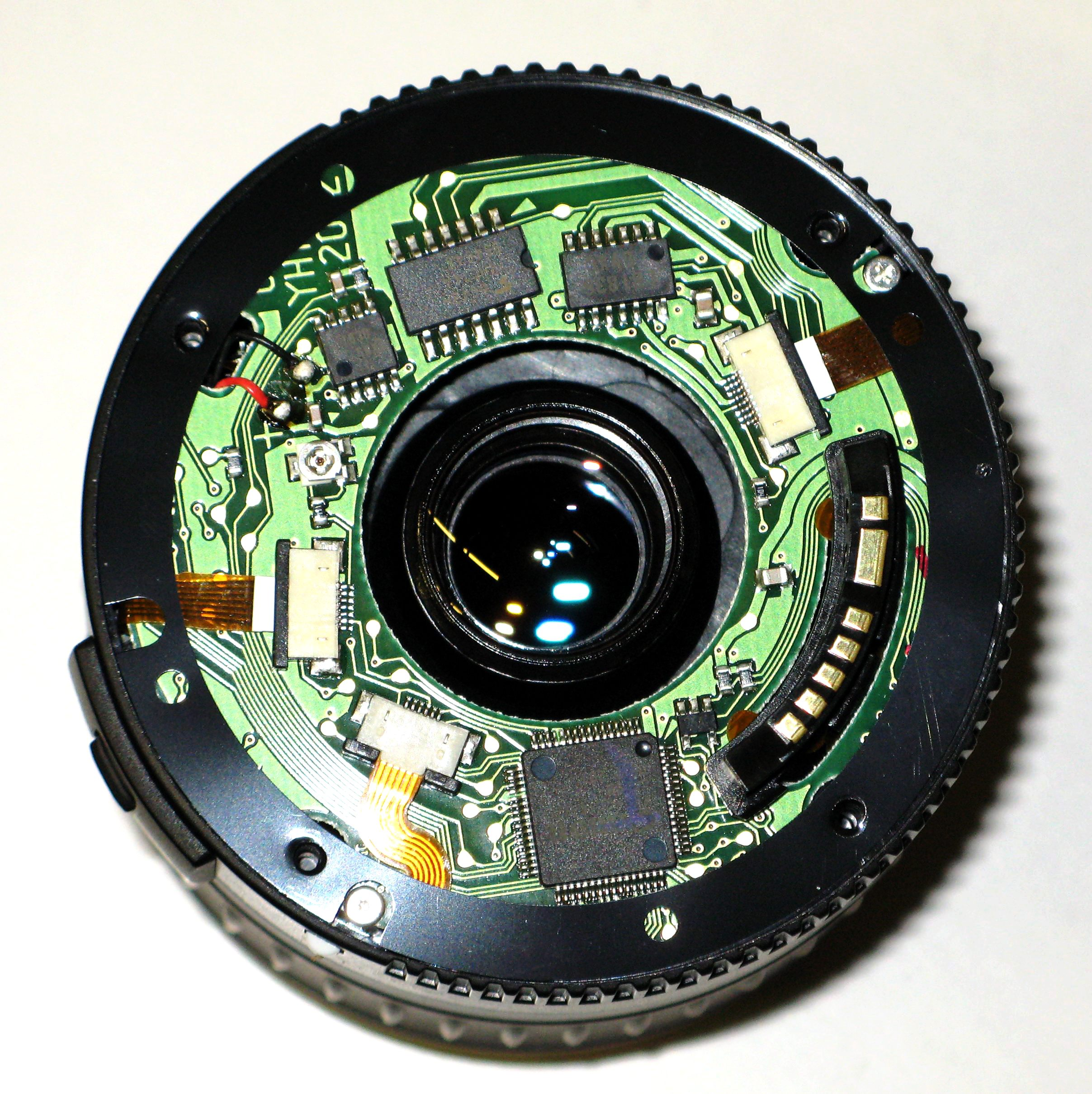
Inuti ett 18-55mm Canon EF-S zoomobjektiv

Canon EF-S är typ av objektivfattning som passar kameror av typen APS-C i Canon EOS-serien. Dessa kameror fungerar alltså förutom med EF-objektiv även ihop med EF-S-objektiv.
Kameror med APS-C-sensor har en mindre bildsensor varför man också kan göra objektivets bildcirkel mindre. Detta ger en mindre storlek och vikt på objektiven. Vissa, men inte alla, objektiv i denna serie har också optimerats för ett lägre pris. Kameror med större sensor än APS-C har också en större spegel, och denna spegel kan skadas av EF-S-objektiven som sticker längre in i kameran. För att förhindra att folk monterar EF-S-objektiv på kameror som endast är kompatibla med EF-objektiv har Canon utvecklat en modifierad objektivfattning som gör det fysiskt omöjligt att montera ett EF-S-objektiv på en Canon EF-kamera. Detta gäller alltså idag kameror med sensor i formatet APS-H, fullformat och kameror för film.
EOS D30 var Canons första kamera med APS-C-sensor, och på den tiden hade EF-S-fattningen ännu inte utvecklats. Den kom först med EOS 20D. Flera privatpersoner, bland annat Bob Atikins, vittnar dock om att EF-S-objektiven går att modifiera för att fungera felfritt ihop med EOS 10D.